# Pellaea atropurpurea
Pellaea atropurpurea is een rotsvaren uit de lintvarenfamilie (Pteridaceae), afkomstig uit Noord- en Midden-Amerika.
Hij wordt weleens aangeplant in rotstuinen, ook in Europa.

## Naamgeving enetymologie
- Synoniemen: Pteris atropurpurea L. (1753), Pellaea atropurpurea var. cristata Trelease
- Engels: Purple-stem cliffbrake, Purple cliffbrake
- Frans: Pelléade à stipe pourpre

De botanische naam Pellaea is afgeleid van het Oudgriekse πελλός (pellos), donker, naar de donkere, grijsgroene bladen. De soortaanduiding atropurpurea is afkomstig van het Latijnse 'ater' (zwart, donker) en 'purpurea' (purper), naar de kleur van de bladsteel.

## Kenmerken
Pellaea atropurpurea is een varen met een korte, rechtopstaande rizoom bezet met lineaire, roodbruine schubben. De bladen staan in bundels, zijn tot 50 cm lang en dimorf, de trofofyllen of steriele bladen korter en minder ingesneden dan de sporofyllen. De bladsteel is glanzend purperrood tot bijna zwart en aan de bovenzijde afgerond. De bladschijf is smal driehoekig, onderaan het blad dubbel geveerd, aan de top enkel geveerd. De bladspil is purperrood en aan de bovenzijde dicht bezet met aanliggende, korte, gekrulde haren. De lancetvormige tot lijnvormige bladslipjes staan parallel aan de bladspil en zijn tot 10 cm lang, leerachtig, aan de bovenzijde blauwgroen, onbehaard, aan de onderzijde spaarzaam behaard tegen de middennerf.
De sporenhoopjes staan langs de rand van de blaadjes aan de uiteinden van de nerven en worden beschermd door de over de ganse lengte omgekrulde bladranden, zogenaamde pseudo-indusia, die gegolfd en vliesachtig zijn. De sporendoosjes zijn langgesteeld.

## Taxonomie enfylogenie
P. atropurpurea is een apogame (ongeslachtelijke voortplanting) triploïde plant (3n=87, basis n=29). De diploïde voorouder is tot nog toe onbekend. P. atropurpurea zou op zijn beurt een van de voorouders zijn van de hybride Pellaea glabella.

## Habitaten verspreiding
P. atropurpurea is een lithofytische varen die een voorkeur heeft voor droge, kalkrijke kliffen, rotsen en oude muren.
Hij komt voor in Noord-Amerika van Alaska tot Mexico en in Guatemala.
... · P. atropurpurea · P. calomelanos · P. glabella · P. viridis · ...